# Súper 4
O Súper 4 é uma competição uruguaia de basquetebol masculino, organizada pela Federação Uruguaia de Basquetebol e disputada pelos quatro melhores colocados do primeiro turno da Liga Uruguaia. Desde a primeira edição, em 2007, classifica o campeão à competições internacionais, como, por exemplo, a extinta Liga das Américas e a Liga Sul-Americana.

## História
O Súper 4 foi instituído no calendário nacional em 2007, ano em que se realizou a primeira edição da competição, vencida pelo Defensor Sporting. Club Biguá e Malvín ficaram com os títulos da segunda e terceira edição, respectivamente. Por sua vez, o Defensor conquistou o bicampeonato em 2010. No ano de 2011, os participantes decidiram não disputar a competição, a qual ficou quatro anos sem organização. De todo modo, em 2012, uma outra competição com o mesmo nome foi disputada por clubes do interior.
O ano de 2015 marcou o retorno do Súper 4 no calendário nacional, mas foi interrompido novamente após três edições. O segundo retorno ocorreu em 2023, quando foi anunciado a oitava edição, a qual deu ao campeão uma vaga para a Liga Sul-Americana.

## Campeões

### Títulos por clube
| Pos | Clube                 | Títulos | Vices | Semifinais |
| --- | --------------------- | ------- | ----- | ---------- |
| 1.º | Malvín                | 3       | 1     | 3          |
| 2.º | Defensor Sporting     | 2       | 3     | 1          |
| 3.º | Club Biguá            | 2       | 1     | 1          |
| 4.º | Hebraica y Macabi     | 1       | 1     | 2          |
| 5.º | Trouville             | —       | 1     | 2          |
| 6.º | Urunday Universitario | —       | 1     | —          |
| 7.º | Atenas                | —       | —     | 3          |
| 8.º | Aguada                | —       | —     | 1          |
| 8.º | Goes                  | —       | —     | 1          |
| 8.º | Tabaré                | —       | —     | 1          |
| 8.º | Unión Atlética        | —       | —     | 1          |